# Dragueurs de mines belges de type MMS
Les Dragueurs de mines belges de type MMS étaient des petits dragueurs de mines en bois du type anglais MMS (Motor Mine Sweeper) prêtés à la nouvelle Force Navale Belge par la Royal Navy en 1946.

## Histoire
Les huit dragueurs de mines côtiers formaient la 118e flottille belge commandée par le Commandant Petitjean Louis. Cette flottille était issue de la 118e flottille de dragueurs de mines de la Royal Navy section belge (1940-1945) basée à Parkeston Quay à Harwich, composante marine des Forces belges libres.

Ils ne portaient pas de noms propres, simplement des 
numéros de coque : M182, M187, M188, M189, M191, M193, M226 et M1020. 

En 1950 l'OTAN leur attribua une nouvelle numérotation : de M940 à M947.

## Conception et missions
Les MMS étaient de conception simple et ne possédaient ni radar, ni sonar...
Ils manœuvraient dans les embouchures de fleuves et dans les eaux côtières avec une drague magnétique et une drague acoustique. La récupération s'effectuait seulement avec des câbles sur deux logs conducteurs flottants.
Ils participèrent aux manœuvres interalliées de dragage à Portland (nom de code Verity) en 1948. Dans le cadre de l'OTAN ils participèrent aussi à une autre manœuvre interalliée en 1951 (nom de code Vélox).
Le 1er février 1953, après une forte tempête sur le littoral, les MMS intervinrent aux Pays-Bas pour porter assistance aux populations.
Les MMS quittèrent le service entre 1953 et 1955 ; certains furent vendus et reconvertis en navires de plaisance.

## Les unités
| Royal Navy | Chantier naval                       | Lancement        | Armement          | Transfert Force Navale | Numérotation OTAN 1950 | Fin de carrière  | Photo |
| ---------- | ------------------------------------ | ---------------- | ----------------- | ---------------------- | ---------------------- | ---------------- | ----- |
| HMMS182    | Walter Reekie St Monans Royaume-Uni  | 2 mai 1942       | 21 septembre 1942 | M182 - 8 mai 1946      | M940                   | 2 juillet 1957   |       |
| HMMS187    |                                      |                  |                   | M187 - 8 mai 1946      | M941                   |                  |       |
| HMMS188    | Wilson Noble Fraserburgh Royaume-Uni | 5 mai 1942       | 25 septembre 1942 | M188 - 8 mai 1946      | M942                   | juillet 1954     |       |
| HMMS189    |                                      |                  |                   | M189 - 8 mai 1946      | M943                   |                  |       |
| HMMS191    | Mac Duff Eng. & S.B. Royaume-Uni     | 2 mai 1942       | 27 juillet 1942   | M191 - 8 mai 1946      | M944                   | 10 octobre 1955  |       |
| HMMS193    | Herd & MacKenzie Buckie Royaume-Uni  | 5 mai 1942       | 10 août 1942      | M193 - 8 mai 1946      | M945                   | 30 janvier 1957  |       |
| HMMS226    | Herd & MacKenzie Buckie Royaume-Uni  | 19 août 1942     | 14 décembre 1942  | M226 - 8 mai 1946      | M946                   | juillet 1954     |       |
| HMMS1020   | J.W. & A.Upham Brixham Royaume-Uni   | 1er octobre 1943 | 14 février 1944   | M1020 - 8 mai 1946     | M947                   | 1er juillet 1957 |       |